# Distretto di Ulygnor
Il distretto di Ulygnor (usbeco Ulugʻnor) è uno dei 14 distretti della Regione di Andijan, in Uzbekistan. Il capoluogo è Okoltin.